# Pensionnat du Saint-Nom-de-Marie
Le Pensionnat du Saint-Nom-de-Marie est un prestigieux collège privé pour jeunes filles offrant l'enseignement secondaire et situé à Montréal (arrondissement Outremont) au 628, chemin de la côte Sainte-Catherine.
Le pensionnat est érigé entre 1903 et 1905 selon les plans de l'architecte Jean-Zéphirin Resther. Les travaux de construction ont été réalisés par l'entrepreneur Isaïe Préfontaine. En 1938 le bâtiment principal est doté d'une aile par Dalbé Viau, qui abrite principalement des dortoirs,.
Autrefois nommée Notre-Dame-de-Bon-Secours, l'école a été créée en 1905 par les sœurs des Saints Noms de Jésus et de Marie et célèbre en 2005 son centenaire. Après cent ans, l'école accueille environ 1 000 élèves, mais se voit obligée d'agrandir sa superficie afin de continuer à recevoir les élèves convenablement.
Le pensionnat est partenaire de l'école de musique Vincent-d'Indy où les élèves qui le désirent peuvent suivre des cours de musique intégrés à leur formation.
Il est aussi une institution renommée mondialement pour son partenariat avec l'École de ballet supérieur du Québec.

## Histoire
Établissement d’enseignement désormais laïc, le Pensionnat du Saint-Nom-de-Marie a trouvé ses racines dans l’amour et le désir d’Eulalie Durocher de travailler à l’éducation des jeunes. La Congrégation des Sœurs des Saints Noms de Jésus et Marie (SNJM) fut fondée à Longueuil, le 16 octobre 1843, par cette jeune femme qui devint alors Mère Marie-Rose. 
La vision même des Sœurs des Saints Noms de Jésus et de Marie, fondatrices de l’institution en 1905, a toujours été de soutenir l’épanouissement des jeunes filles afin qu’elles puissent devenir des femmes réfléchies, déterminées, engagées et ambitieuses, prêtes à affronter le monde et à y contribuer positivement. Encore aujourd’hui, les éducateurs de l’école continuent à travailler dans le même sens.

### Dates importantes
Entre 1903 et 1905 - Le Pensionnat est érigé au pied du Mont-Royal sur d’anciens domaines agricoles de la municipalité d’Outremont. Les plans et devis sont l’œuvre du Maskoutain Jean-Zéphyrin Resther.
1938 - La bâtisse principale se dote de pavillons supplémentaires : une aile à l’épreuve du feu, œuvre de Dalbé Viau, abrite principalement les dortoirs des pensionnaires.
1986 - La nouvelle annexe construite, œuvre des architectes Jodoin, Lamarre & Pratte, comprend un gymnase moderne, des laboratoires et plusieurs classes.
2005 - Un nouveau pavillon s’élève alors, conception de Renato Silvestri de chez Linea Architecture. Ce dernier regroupe un second gymnase, une grande cafétéria, six nouvelles classes en plus de locaux administratifs et techniques.
2014 - Le toit-jardin est aménagé sur le toit de la cafétéria, en collaboration avec la Shop Agricole. Miel Montréal s’ajoute au projet et devient responsable de la ruche qui se trouve à proximité du jardin. Une deuxième ruche est ajoutée quelques années plus tard.
2024 - un nouveau pavillon est construit. On y retrouve des laboratoires, des classes et des agoras.